# Takako Honda
Takako Honda (本田 貴子 Honda Takako?,  Tokio, Japón, 14 de agosto de 1972) es una seiyū japonesa. Ella es, regularmente, la que dobla la voz de Halle Berry, Hilary Swank y Milla Jovovich.

## Filmografía
- Asura's Wrath (Olga)
- Bleach (Jinta Hanakari, Uryu Ishida (niño), Dalk (muñeca))
- Chihayafuru (Amakasu Nayuta)
- Cobra the Animation (Pamela Lee)
- Cyborg 009 - Child Joe Shimamura (2001)
- D.Gray-man (Mahoja)
- Darker than Black (April)
- Dead Leaves (Pandy)
- Deadman Wonderland (Chief Guard Makina)
- Fallout: New Vegas (Rose of Sharon Cassidy)
- Figure 17 (Shinji Ogawa)
- Fullmetal Alchemist: Brotherhood (Martel)
- Ghost Stories (Hajime Aoyama)
- Godannar (Kiriko Aoi)
- Golden Time (madre de Banri, 6 episodios)
- Hamtaro (Noppo-kun in Tottoko Hamutaro)
- Hanasaku Iroha (Satsuki Matsumae)
- Hikaru no Go (Yuri Hidaka)
- Hōrō Musuko (Hiroyuki "Yuki" Yoshida)
- Jigoku Shoujo (Hone-Onna)
- Kara no Kyōkai (movies) (Toko Aozaki)
- Iron Man (Chika Tanaka)
- Mirmo! (Kuroro)
- Nana (Junko Saotome)
- Naruto (Anko Mitarashi)
- Naruto Shippuden (Anko Mitarashi)
- Odin Sphere (Elfaria and Odette)
- Pokémon Diamante y Perla' (Pokémon Hunter J)
- Radiant Silvergun - (Operator 2)
- Rogue Galaxy (Fable and Angela Seas)
- Saint Seiya: The Lost Canvas (Behemoth Violate)
- Sakamichi no Apollon (Sayoko)
- Soulcalibur IV (Angol Fear, Shura]])
- Speed Grapher (Hibari Ginza)
- Tengen Toppa Gurren Lagann (Gimmy and Leite)
- Tomb Raider: Legend (Lara Croft)
- Tomb Raider: Anniversary (Lara Croft)
- Trinity Blood (Cardinal Caterina Sforza)
- Tsubasa Chronicle (Ashura)
- Valkyrie Profile 2: Silmeria (Iseria Queen)

### Roles en películas
- Bionicle 2: Legends of Metru Nui (Nokama)
- Felidae (Nhozemptekh)
- Mean Girls (Janis Ian)
- Meet the Robinsons (Franny)
- Hannah Montana: la película (Tyra Banks)

### Roles de doblaje
- 3 Ninjas: High Noon at Mega Mountain (Software) (Jeffrey "Colt" Douglas) (Michael O'Laskey II)
- .45 (DVD) (Kat (Milla Jovovich))
- The Affair of the Necklace (DVD) (Jeanne of Valois-Saint-Rémy (Hilary Swank))
- Alien vs. Predator (DVD) (Alexa Woods (Sanaa Lathan))
- Andromeda (Andrómeda Ascendant, Rommie (Lexa Doig))
- Angel-A (DVD) (Angela (Rie Rasmussen))
- The Black Dahlia (Madeleine Linscott (Hilary Swank))
- Boys Don't Cry (DVD) (Brandon Teena (Hilary Swank))
- Catwoman (DVD) (Catwoman (Halle Berry))
- The Claim (DVD) (Lucia (Milla Jovovich))
- The Dark Knight (edición DVD) (Rachel Dawes
- Diary of the Dead (Debra Moynihan (Michelle Morgan))
- Die Another Day (DVD) (Giacinta 'Jinx' Johnson (Halle Berry))
- Gothika (DVD) (Doctor Miranda Grey (Halle Berry))
- Indiana Jones y el reino de la calavera de cristal (Colonel-Doctor Irina Spalko (Cate Blanchett))
- Just Like Heaven (Elizabeth Masterson (Reese Witherspoon))
- The Lake House (DVD) (Doctor Kate Forster (Sandra Bullock))
- El Señor de los Anillos: las dos torres (Éowyn (Miranda Otto))
- El Señor de los Anillos: el retorno del Rey (Éowyn (Miranda Otto))
- Million Dollar Baby (Maggie Fitzgerald (Hilary Swank))
- No Good Deed (DVD) (Erin (Milla Jovovich))
- Pepper Dennis (Pepper Dennis (Rebecca Romijn))
- Perfect Stranger (Rowena Price (Halle Berry))
- Resident Evil (DVD) (Alice (Milla Jovovich))
- Ultraviolet (DVD and Blu-ray) (Violet Song jat Shariff (Milla Jovovich))
- X-Men series (DVD) (Storm (Halle Berry))
- You Stupid Man (DVD) (Nadine (Milla Jovovich))

### Drama CD
- Ambassador wa Yoru ni Sasayaku (Caroline)
- GetBackers (Dokubachi)
- Onimusha: Dawn of Dreams (Shinobu Wind Demon #2)
- Princess Princess (Mikoto Yutaka)
- Soul Eater (Death the Kid)